# Nicolau Lino Freitas Belo

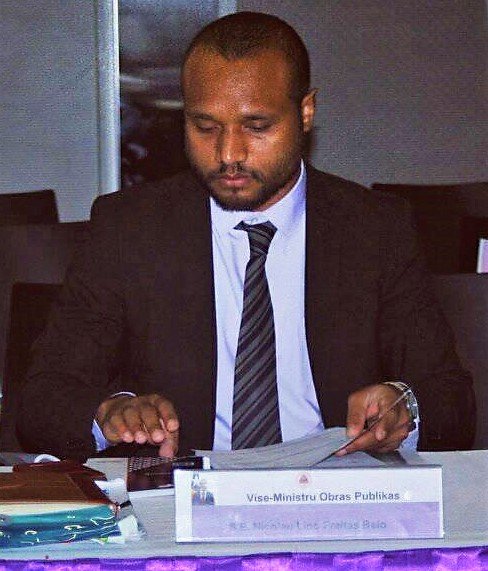
Nicolau Lino Freitas Belo

Nicolau Lino Freitas Belo ist ein osttimoresischer Politiker und Mitglied der Kmanek Haburas Unidade Nasional Timor Oan (KHUNTO).
Am 22. Juni 2018 wurde Belo zum Vizeminister für den öffentlichen Dienst (VMOP) vereidigt. Belo folgt Mariano Renato Monteiro da Cruz, der das Amt von 2017 bis 2018 innehatte, und ist damit dem Ministerium für den öffentlichen Dienst unter Salvador Eugénio Soares dos Reis Pires unterstellt. Davor arbeitete Belo im Ministerium im Sekretariat für Großprojekte als National Civil Engineer.
Im März 2020 wurde Belo zum ersten Vizepräsidenten der KHUNTO gewählt.
Das Amt des Vizeministers hatte Belo bis zum Ende der Legislaturperiode am 30. Juni 2023 inne.